# اووه هون
اووه هون (آلمانی: Uwe Hohn؛ زادهٔ ۱۶ ژوئیه ۱۹۶۲) پرتاب‌گر نیزه اهل آلمان شرقی بود.